# No Age
No Age est un groupe de rock expérimental américain, originaire de Los Angeles, en Californie. Le groupe se compose du batteur chanteur Dean Allen Spunt et du guitariste Randy Randall. Ils ont publié cinq albums, dont le dernier, Snares Like A Haircut, en 2018.

## Biographie

### Débuts (2005–2008)
No Age est formé en décembre 2005 sur les cendres du groupe Wives, au sein duquel jouait Dean à la basse et au chant, et Randy de la guitare. Ils jouent leur premier concert à la galerie New Image Art tenue par un ami et artiste Rich Jacobs le 22 janvier 2006. Leur deuxième concert s'effectue au Smell en avril 2006 avec Mika Miko et Brendan Fowler (BARR), entre autres.
Le duo émerge de la communauté DIY de Los Angeles et notamment autour d'un club baptisé The Smell. Ils publient tout d'abord cinq EP sur cinq labels différents en mars 2007. Leur premier album Weirdo Rippers propose une sélection de morceaux extrait de ces cinq EP.

### Sub Pop et tournées (2009)
En 2009, le groupe tourne aux États-Unis aux côtés de Deerhunter et Dan Deacon. En 2010 sort l'album Everything In Between jugé plus abouti. En 2012 le duo s'implique dans des actions de protestations en jouant par exemple lors d'un concert de soutien aux opposant à l'ouverture d'un supermarché Walmart dans le quartier de Chinatown à Los Angeles ou contre les conditions de travail dans les usines de la marque Converse lors d'un concert sponsorisé par cette même marque.
Un clip de leur morceau Goat Hurt est inclus dans un DVD intitulé New Video Works, publié au label de Dean Spunt, Post Present Medium. Le morceau est extrait de l'EP Dead Plane, mais est disponible en version vinyle EP 10" au festival Fuck Yeah! à Los Angeles le 30 août 2008.  Le clip est réalisé par Jennifer Clavin de Mika Miko.

### Nouveaux albums (depuis 2010)
Le 24 juin 2010, No Age annonce leur nouvel album, Everything in Between, et sa liste de titres. Le 28 juillet 2010, No Age joue le premier single de l'album, Glitter on ors d'une interview à BBC 6 Music avec Steve Lamacq. Le 10 août, la couverture de l'album. Les singles aussi sont publiés le 24 août. Everything In Between est publié le 28 septembre 2010, et bien accueilli par la presse spécialisée. Entre le 16 et le 20 juin 2011, No Age accompagne le réalisateur de clips Doug Aitken et l'actrice Chloë Sevigny à Athènes et Hydra en Grèce pour jouer la pièce Black Mirror. En septembre 2011, No Age publie un zine intitulé Reality Problems.
No Age publie An Object le 19 août 2013 chez Sub Pop.

## Promotion et critiques
No Age fait partie des groupes qui bénéficièrent d'un éclairage manifeste de la part du site de critique Pitchfork. Le premier album, Weirdo Rippers, est accueilli par une note de 8 sur 10 et le second, Nouns, 9,2/10.

## Discographie

### EP
- DVD-R No. 1 (Self Released, 2006)
- Get Hurt 12" (Upset The Rhythm, 2007)
- Dead Plane 12" (Teenage Teardrops, 2007)
- Sick People Are Safe 12" (Deleted Art, 2007)
- Flannel Graduate CD-r (feat Zach Hill) (Self-Released, 2008)
- Goat Hurt 10" (2008)
- Altamont Apparel 10" (2009)
- Losing Feeling 12" (Sub Pop, 2009)
- Collage Culture 12" (Post Present Medium, 2012)

### Singles
- Every Artist Needs a Tragedy/Loosen This Job (Post Present Medium, 2007)
- Neck Escaper 7" (Youth Attack, 2007)
- PPM 7" (Post Present Medium, 2007)
- Liars / No Age split 7" (Post Present Medium/Hand Held Heart, 2008)
- Eraser 7" (Sub Pop, 2008)
- Goat Hurt (2008)
- Shred Yr. Face (2008)
- Teen Creeps Sub Pop, 2008)
- Glitter (Sub Pop, 2010)
- Bored Fortress split 7"/12" (feat Infinite Body) (Not Not Fun, 2010)
- Fever Dreaming (Sub Pop, 2010)